# Chassey-Beaupré
Chassey-Beaupré é uma comuna francesa na região administrativa de Grande Leste, no departamento de Meuse. Estende-se por uma área de 14,11 km². Em 2010 a comuna tinha 85 habitantes (densidade: 6 hab./km²).